# هاردنگ
هاردنگ، روستایی از توابع بخش باغ بهادران شهرستان لنجان در استان اصفهان ایران است. مهمترین جاذبه گردشگری هاردنگ امامزاده شاه خراسان می‌باشد.

## جمعیت
این روستا در دهستان زیرکوه قرار دارد و براساس سرشماری مرکز آمار ایران در سال ۱۳۸۵، جمعیت آن ۱٬۷۷۴ نفر (۴۶۰ خانوار) بوده‌است. نزدیک ترین شهر به هاردنگ  شهرچرمهین است